# Książę aka. Slumilioner
Książę aka. Slumilioner – album studyjny rapera Pei oraz duetu producenckiego White House. Wydawnictwo ukazało się 18 października 2014 roku nakładem wytwórni muzycznej Fonografika.
Gościnnie w nagraniach wzięli udział: wokalista zespołu My Riot – Piotr „Glaca” Mohamed, wokalista zespołu Nekromer – Hellfield, artysta solowy Marek Dyjak oraz raperzy Kroolik Underwood, Śliwa, Dono, AZ, Bezczel, Jeru the Damaja, RDW, De2s, Toony, Azyl, Gandzior i Greckoe. Materiał był promowany teledyskami do utworów „Defekt mózgu”, „S.A. (Steven Adler)”, „PRR (Prawdziwy rap rozpierdol)”, „Back in the Days” oraz „Trudny dzieciak 2”.
Płyta dotarła do 2. miejsca zestawienia OLiS. 3 grudnia 2014 płyta uzyskała certyfikat złotej, sprzedając się w nakładzie 15 tys. egzemplarzy, a następnie – platynowej.

## Lista utworów
| Nr  | Tytuł utworu                                                                                               | Producent | Długość |
| --- | --- | --------- | ------- |
| 1.  | „Know How”                                                                                                 | LA        | 3:46    |
| 2.  | „PRR (Prawdziwy Rap Rozpierdol)”                                                                           | LA        | 3:56    |
| 3.  | „S.A. (Steven Adler)” (gośc. Hellfield)                                                                    | LA        | 3:48    |
| 4.  | „Defekt mózgu”                                                                                             | Magiera   | 3:54    |
| 5.  | „Back In The Days” (gośc. Kroolik Underwood)                                                               | LA        | 4:32    |
| 6.  | „Nadmiar”                                                                                                  | Magiera   | 4:05    |
| 7.  | „Big Picture” (gośc. Śliwa)                                                                                | Magiera   | 3:57    |
| 8.  | „No Future (Rock On)”                                                                                      | Magiera   | 3:49    |
| 9.  | „Być i mieć” (gośc. Dono)                                                                                  | LA        | 5:34    |
| 10. | „Codzienne refleksje” (gośc. Marek Dyjak)                                                                  | LA        | 3:58    |
| 11. | „RPS klasyka”                                                                                              | LA        | 3:29    |
| 12. | „Full Time Job” (gośc. Jack the Ripper, RDW, De2s, Toony, Azyl, Jeru the Damaja, Gandzior, Greckoe, Śliwa) | Magiera   | 8:34    |
| 13. | „Martwa muzyka” (gośc. Bezczel, Glaca)                                                                     | LA        | 4:07    |
| 14. | „Nie oglądam się”                                                                                          | Magiera   | 2:36    |
| 15. | „Sukces”                                                                                                   | Magiera   | 3:57    |
| 16. | „No Surrender” (gośc. AZ)                                                                                  | LA        | 3:52    |
| 17. | „Braggabałagan”                                                                                            | Magiera   | 3:33    |
| 18. | „Raplajf”                                                                                                  | Magiera   | 3:39    |
| 19. | „Trudny dzieciak 2”                                                                                        | Magiera   | 4:27    |
|     | |           | 1:19:33 |